# Sociedad Deportiva Atlético Novás
El Atlético Novás es un club de balonmano de la localidad de El Rosal, Pontevedra, que actualmente juega en la División de Honor Plata

## Organigrama Deportivo

### Jugadores
| Nº | Nombre             | Edad | Posición          | Altura (m) |
| -- | ------------------ | ---- | ----------------- | ---------- |
| 25 | Héctor Gil         | 26   | Portero           | 1.90       |
| 1  | Javier Díaz        | 48   | Portero           | 1.87       |
| 7  | Pedro Aymerich     | 29   | Central           | 1.75       |
| 24 | Manuel Martínez    | 36   | Central           | 1.80       |
| 5  | Yago Santomé       | 23   | Lateral izquierdo |            |
| 18 | Natan Moreno       | 24   | Lateral izquierdo |            |
| 77 | Oriol Teixidor     |      | Lateral izquierdo |            |
| 91 | Olekseii Shcherbak | 26   | Lateral Izquierdo | 1.97       |
| 19 | Andrés Sánchez     | 30   | Lateral derecho   | 1.86       |
| 23 | Miguel Trigo       | 30   | Lateral derecho   | 1.85       |
| 26 | Dusan Trifkovic    |      | Lateral derecho   | 1.92       |
| 4  | Alejandro Dorado   | 19   | Extremo izquierdo |            |
| 9  | Paulo Dacosta      | 34   | Extremo izquierdo | 1.85       |
| 8  | Diego Pérez        | 21   | Extremo izquierdo |            |
| 10 | Germán Hermida     | 30   | Extremo derecho   | 1.83       |
| 14 | José Leiras        | 23   | Extremo derecho   | 1.78       |
| 6  | Iago Flores        | 32   | Pivote            | 1.86       |
| 30 | Pablo Castro       | 27   | Pivote            | 1.94       |

### Traspasos
Traspasos para la temporada 2023–24
Altas
- Javier Díaz (PO) al ( BM Cangas)
- Diego Pérez (EI) al ( UB Lavadores Vigo)

Bajas
- Jorge Lloria (PO) al ( BM Burgos)
- Yasir Martínez (LI) al ( AD Carballal)

### Cuerpo técnico
- Entrenador: Cesar Armán
- Oficial: José Antonio Cobos
- Oficial: Rubén Vicente
- Médico: Berenice Caneiro